# Ansel Adams

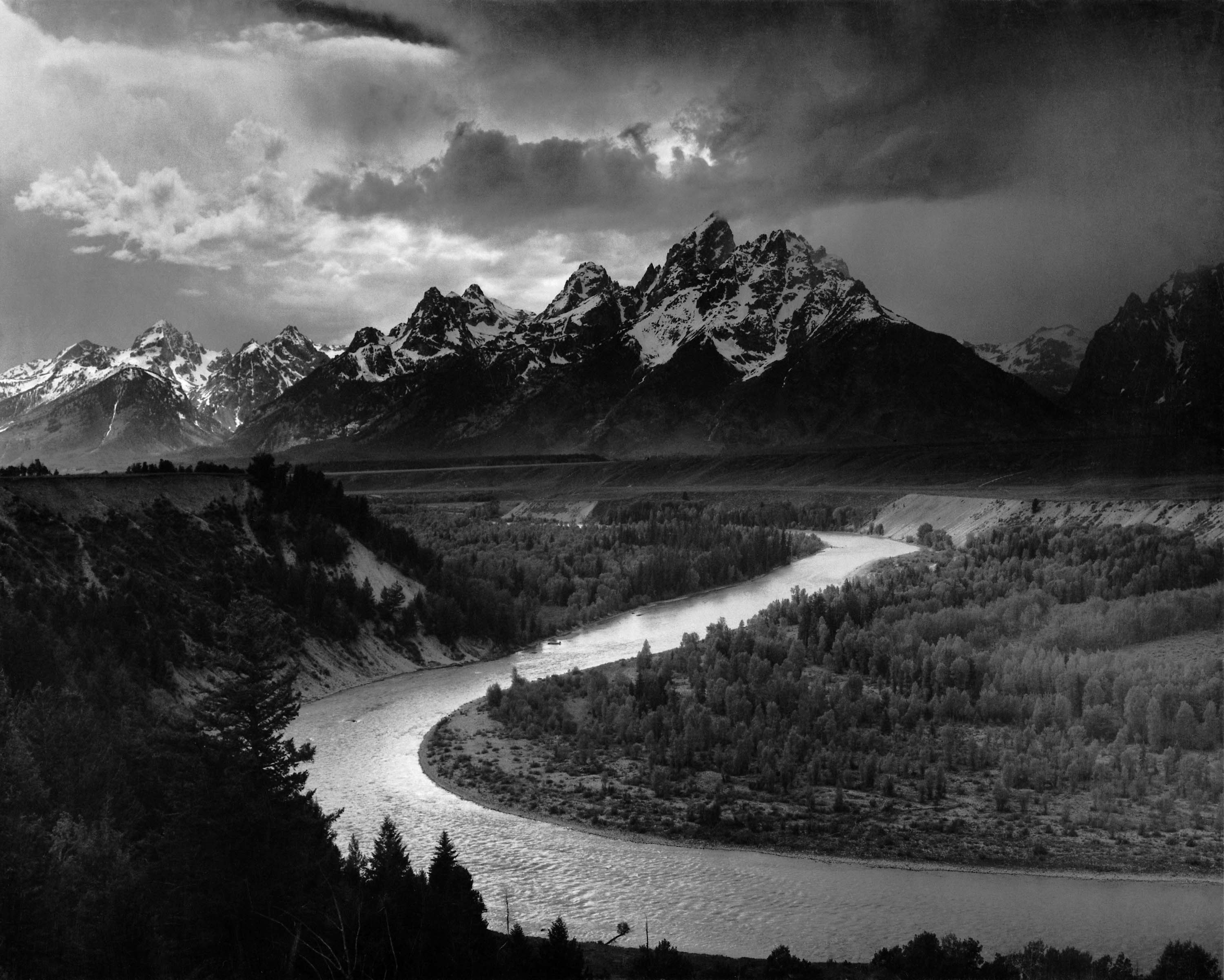
De Tetons en de Snake River

Ansel Adams (San Francisco, 20 februari 1902 – Monterey, 22 april 1984) was een Amerikaans fotograaf. Adams, die aanvankelijk musicus had willen worden, is bekend van zijn indrukwekkende landschapsfoto's in zwart-wit, geïnspireerd door een trip naar Yosemite National Park in 1916. Hij wordt gezien als een van de invloedrijkste fotografen van de twintigste eeuw.

## Carrière
Adams fotografeerde in de jaren 1944-1958 de nationale parken van de Verenigde Staten en kreeg daarvoor drie Guggenheim-prijzen. Hierdoor verwierf hij naam als de bekendste natuurfotograaf van Amerika. Hij kan hierbij terecht worden gezien als de opvolger van Timothy O'Sullivan, een bekend natuurfotograaf uit de 19e eeuw.
In 1932 richtte Adams samen met onder anderen Edward Weston en Imogen Cunningham de West Coast Society op, beter bekend als de Group f/64, genoemd naar de kleinste diafragmaopening. Adams was de bedenker van het zone-systeem, een methode om door middel van previsualisatie en beheersing van het contrast het maximale te halen uit de capaciteit van de zwart-witfilm.

## Werken
Zijn bekendste werk is waarschijnlijk Moonrise, Hernandez, New Mexico uit 1941 (Museum of Modern Art, New York).
Informatie is uit Adams boek uit 1983: Examples: The Making of 40 Photographs.
- Monolith, The Face of Half Dome, Yosemite National Park, 1927.
- Rose and Driftwood, San Francisco, California, 1932.
- Georgia O'Keeffe and Orville Cox, Canyon de Chelly National Monument, 1937.
- Clearing Winter Storm, Yosemite National Park, 1940.
- Moonrise, Hernandez, New Mexico, 1941.
- Winter Sunrise, Sierra Nevada, from Lone Pine, California, 1944.
- Aspens, Northern New Mexico, 1958.

### Boeken (selectie)
- Parmelian Prints of the High Sierras, 1927.
- Sierra Nevada the John Muir Trail, 1938 (herdrukt in 2006 als ISBN 0-8212-5717-X).
- Born Free and Equal, 1944. ISBN 1-893343-05-7.
- Yosemite and the Sierra Nevada, tekst uit geschriften van John Muir, 1948.
- The Land of Little Rain, tekst van Mary Austin, 1950.
- This is the American Earth, met Nancy Newhall, 1960 (Sierra Club Books, herdrukt door Bulfinch, ISBN 0-8212-2182-5).
- These We Inherit: The Parklands of America, met Nancy Newhall, 1962.
- The Eloquent Light (onvoltooide biografie van Adams door Nancy Newhall), 1963.
- Polaroid Land Photography, 1978. ISBN 0-8212-0729-6.
- Ansel Adams, Examples, The Making of 40 Photographs, 1983. ISBN 0-8212-1750-X.
- Ansel Adams: Classic Images, 1986. ISBN 0-8212-1629-5.
- Our Current National Parks, 1992.
- Ansel Adams: In Color, 1993. ISBN 0-8212-1980-4.
- Photographs of the Southwest, 1994. ISBN 0-8212-0699-0.
- Yosemite and the High Sierra, 1994. ISBN 0-8212-2134-5.
- The National Park Service Photographs, 1995. ISBN 0-89660-056-4.
- Yosemite, 1995. ISBN 0-8212-2196-5.
- California, 1997. ISBN 0-8212-2369-0.
- America's Wilderness, 1997. ISBN 1-56138-744-4.
- Ansel Adams at 100, 2001. ISBN 0-8212-2515-4.
- Born Free and Equal, 2002. ISBN 1-893343-05-7.
- Ansel Adams: The Spirit of Wild Places, 2005. ISBN 1-59764-069-7.
- Ansel Adams: 400 Photographs, 2007. ISBN 978-0-316-11772-2.

### Technische boeken
- Making a Photograph, 1935.
- Camera and Lens: The Creative Approach, 1948. ISBN 0-8212-0716-4.
- The Negative: Exposure and Development, 1948. ISBN 0-8212-0717-2.
- The Print: Contact Printing and Enlarging, 1950. ISBN 0-8212-0718-0.
- Natural Light Photography, 1952. ISBN 0-8212-0719-9.
- Artificial Light Photography, 1956. ISBN 0-8212-0720-2.
- Examples: The Making of 40 Photographs, 1983. ISBN 0-8212-1750-X.
- The Camera, 1995. ISBN 0-8212-2184-1.
- The Negative, 1995. ISBN 0-8212-2186-8.
- The Print, 1995. ISBN 0-8212-2187-6.

## Prijzen
Adams won diverse prijzen, waaronder:
- Doctor of Arts, Harvard University
- Doctor of Arts, Yale University
- Conservation Service Award, ministerie van Binnenlandse Zaken – 1968
- Presidential Medal of Freedom – 1980
- Mount Ansel Adams – 1985
- Ansel Adams Wilderness – 1985
- Hasselblad Award - 1981
- Ansel Adams Award, Sierra Club

## Fotogalerij

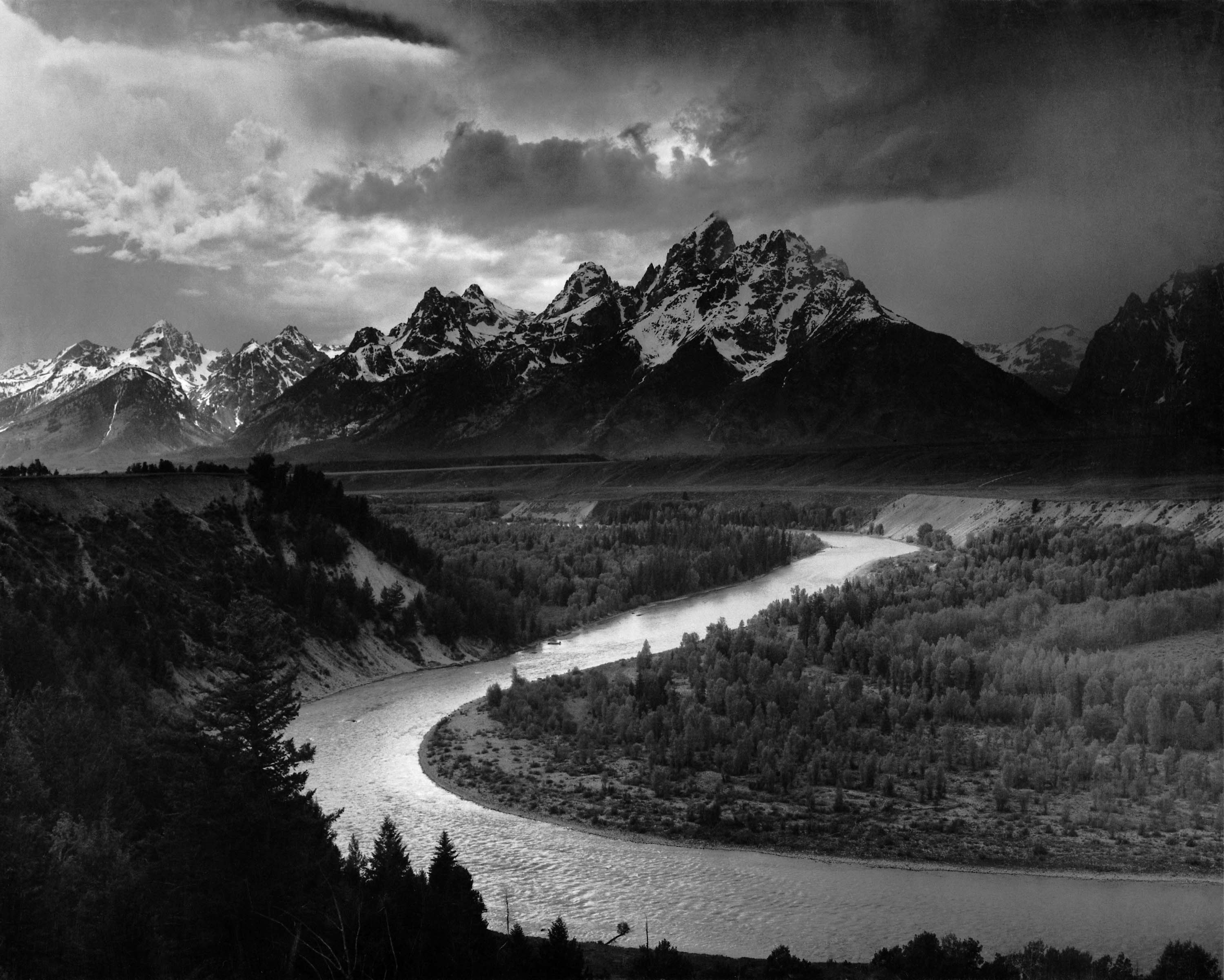
The Tetons and the Snake River (1942)
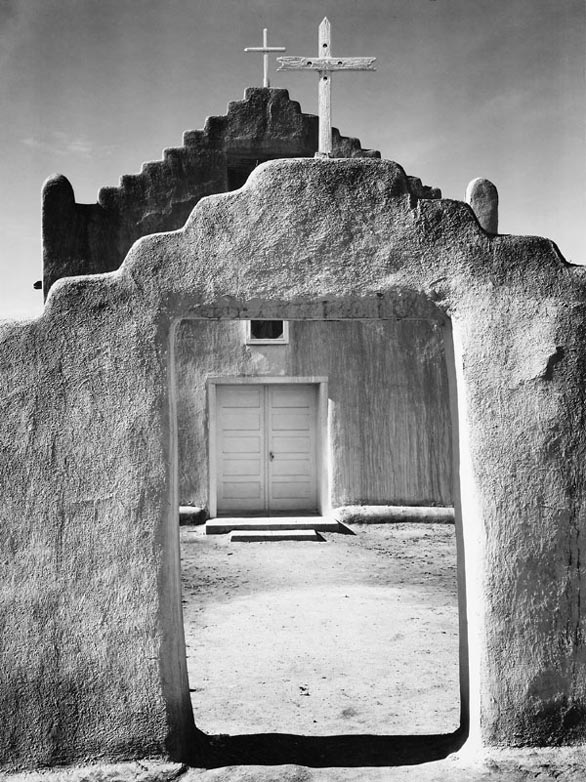
Church, Taos Pueblo (1942)
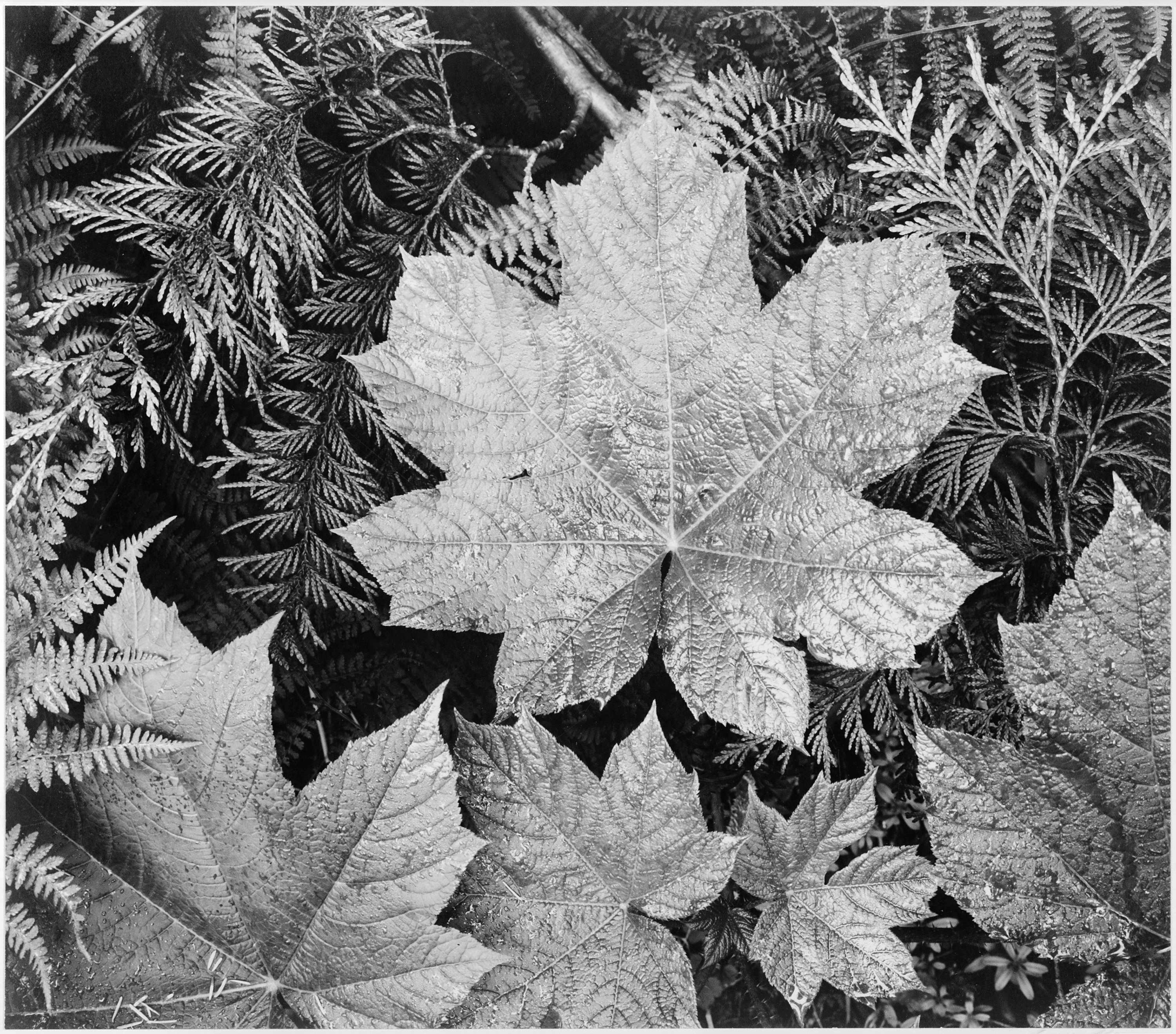
In Glacier National Park (1942)
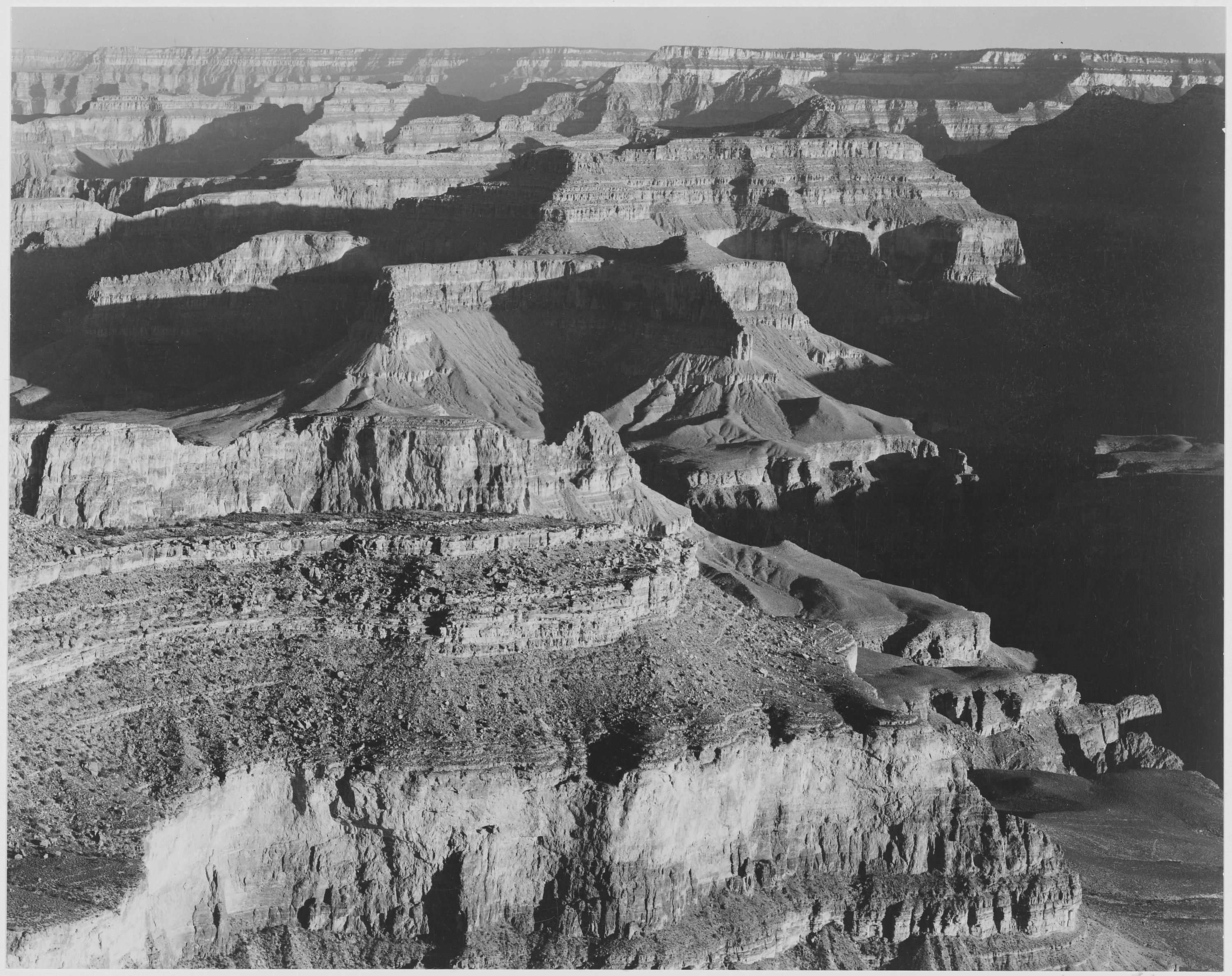
Grand Canyon (1941)